# Klöppelkrieg

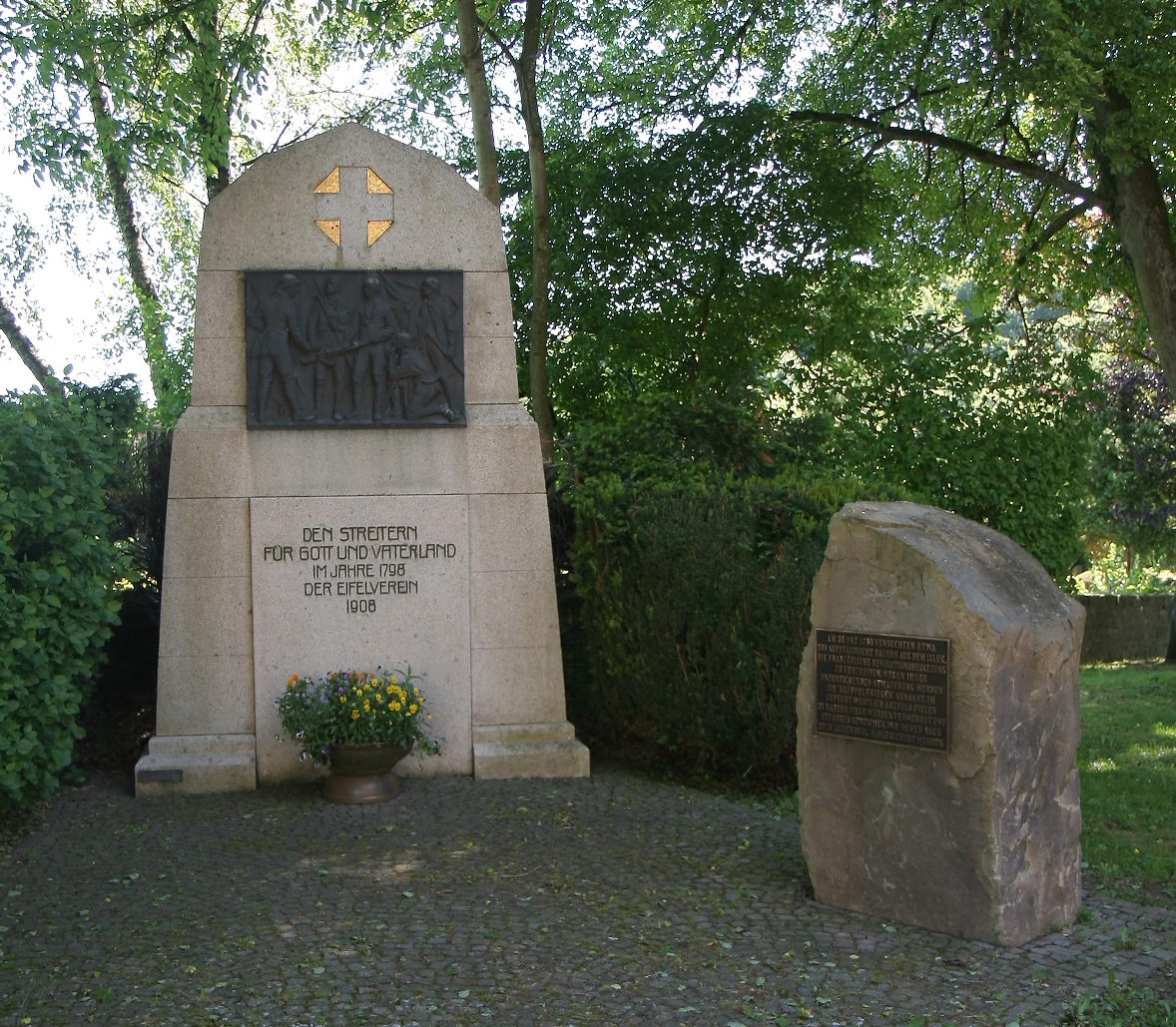
Denkmal in Arzfeld

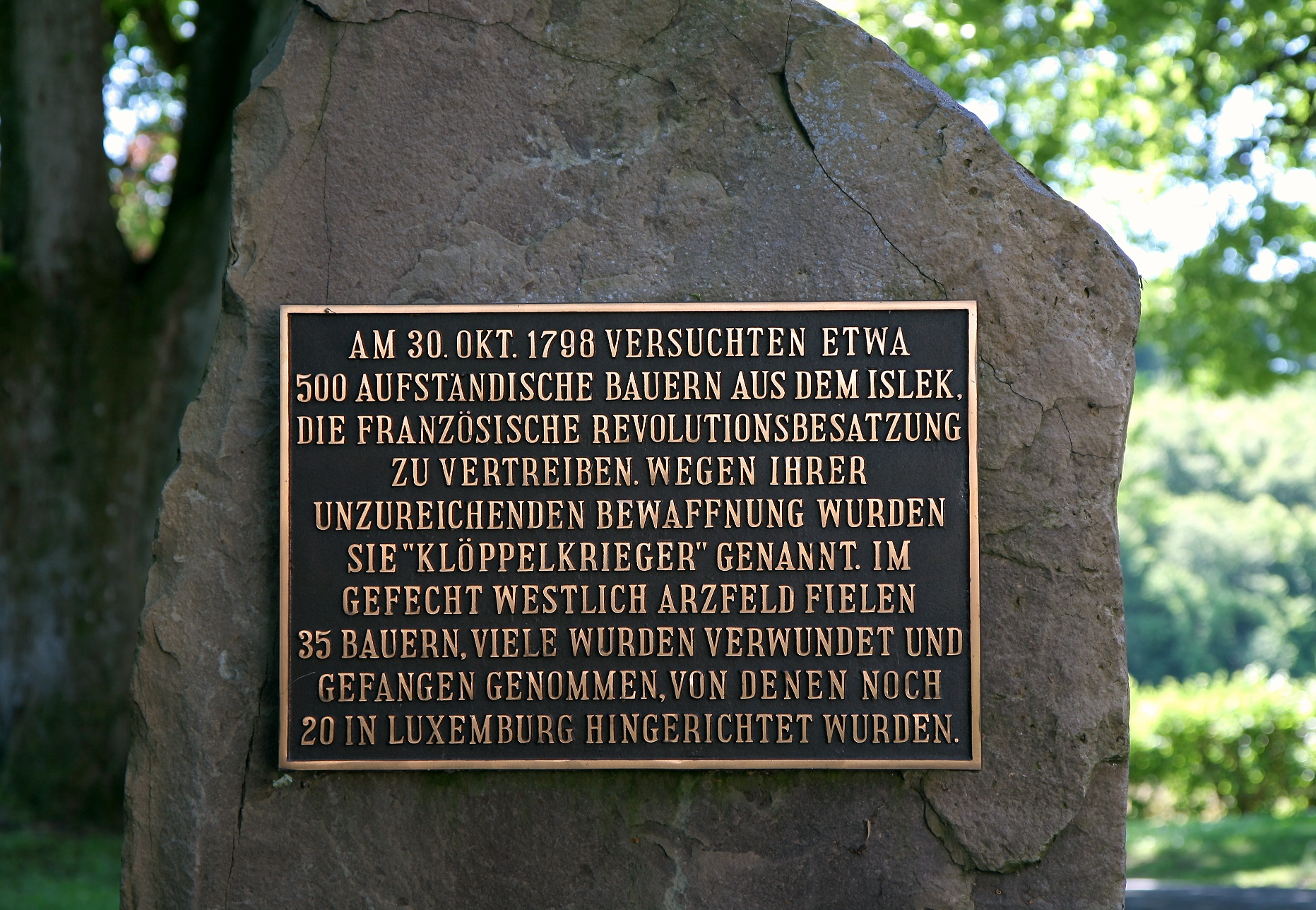
Geschichtstafel

Der Klöppelkrieg (lux.: Klëppelkrich) im Jahre 1798 war als Befreiungskrieg der West-Eifeler Bevölkerung gegen die französischen Besatzer geplant. Die Region gehörte seit 1795 zum Wälderdepartement und vorher zum Herzogtum Luxemburg. Man wollte sich gegen die Franzosen wehren, die überhöhte Steuern forderten, junge Bauern zum Kriegsdienst einzogen und die Kirchen schlossen.

## Geschichte
Die Klöppelkrieger waren Bauern, die weder über Erfahrung im militärischen Bereich noch über schlagkräftige Waffen verfügten. Sie zogen mit einigen Flinten, ansonsten aber mit ihren berufsüblichen Werkzeugen wie z. B. Heugabeln, umgeschmiedeten Sensen und auch mit Knüppeln in den Krieg. Das Wort Klöppel kommt vom moselfränkischen bzw. luxemburgischen Klëppel, was so viel wie Knüppel bedeutet.
Am 29. Oktober 1798 wollte eine 2000 Mann starke Armee die Stadt Luxemburg von den Franzosen befreien. Jedoch scheiterte dieses Unternehmen bereits in Hosingen, weit vor Luxemburg, als die Klöppelkrieger glaubten, dass sie in der Abenddämmerung französische Soldaten gesehen hätten. In Wahrheit war es aber nur ein Trupp Gendarmen, die sich so geschickt verhielten, dass man dachte, eine ganze Armee sei bereits im Anmarsch.
Nachdem 110 französische Soldaten nach Arzfeld abkommandiert worden waren, sammelten sich bei ihrem Zug von Dasburg über Dahnen, Daleiden und Irrhausen nach Arzfeld etwa 500 Klöppelkrieger, um die Franzosen anzugreifen. Am 30. Oktober 1798 kam es vor dem Dorfeingang von Arzfeld zur Schlacht. Dabei starben 7 französische Soldaten und 33 Eifeler. 32 Klöppelkrieger wurden von den Franzosen gefangen genommen. Die meisten von ihnen wurden 1799 in der Stadt Luxemburg hingerichtet.
Auch in Flandern und Brabant gab es 1798/1799 einen Aufstand junger Bauern, die zum Kriegsdienst eingezogen werden sollten. Dieser Boerenkrijg („Bauernkrieg“) genannte Aufstand wurde innerhalb von zwei Monaten niedergeschlagen.

## Denkmal
An der Pfarrkirche in Arzfeld befindet sich zur Erinnerung ein vom Eifelverein 1908 errichtetes Klöppelkriegerdenkmal. Das Dorf Dahnen, das von allen aufständischen Orten die weitaus meisten Opfer zu beklagen hatte, hat im Oktober 1998 seinen Klöppelkriegern ein Denkmal auf dem Kirchenvorplatz gesetzt. In Daleiden wurde im selben Jahr auf dem Dorfplatz eine entsprechende Gedenktafel enthüllt. Weitere Klöppelkriegerdenkmäler gibt es seit 1899 in Clerf (Luxemburg) und seit 1972 in der Stadt Luxemburg, sowie seit 1898 in der belgischen Stadt Hasselt auf der Leopoldplein.